# Березово (Солонешенський район)
Бере́зово (рос. Берёзово) — село у складі Солонешенського району Алтайського краю, Росія. Входить до складу Лютаєвської сільської ради.

## Населення
Населення — 56 осіб (2010; 89 у 2002).
Національний склад (станом на 2002 рік):
- росіяни — 97 %